# José Benza Picón
José Benza Picón fue un político peruano nacido en Italia. Fue Alcalde de Huancayo entre 1955 y 1956. Durante su gestión se planificó la construcción del actual Mercado Modelo de Huancayo en reemplazo del entonces mercado ubicado en la Calle Real adyacente a la Plaza Huamanmarca.
Fue elegido diputado por Junín en 1963 por la Unión Nacional Odriísta durante el primer gobierno de Fernando Belaúnde. Su mandato se vio interrumpido el 3 de octubre de 1968 a raíz del golpe de Estado que dio inicio al gobierno militar de Juan Velasco Alvarado. Se presentó como candidato a la Asamblea Constituyente de 1978 y a la Cámara de Diputados en las elecciones de 1980 por la provincia de Lima sin éxito en ninguna de esas dos.